# Festival Internacional de Cine de Venecia de 1970
La 31ª Mostra de Venecia se celebró del 19 de agosto al 1 de septiembre de 1970. No hubo jurado porque las ediciones de 1969 hasta 1979 no fueron competitivas.

## Películas

### Selección oficial

#### Films invitados
Las películas siguientes se presentaron en la sección oficial:
| Título en español                           | Título original                      | Director(es)                  | País        |
| ------------------------------------------- | ------------------------------------ | ----------------------------- | ----------- |
| Bube u glavi                                | Bube u glavi                         | Milos 'Misa' Radivojevic      | Yugoslavia  |
| Zona profunda                               | Deep End                             | Jerzy Skolimowski             | Reino Unido |
| El león de siete cabezas                    | Der Leone Have Sept Cabeças          | Glauber Rocha                 | Brasil      |
| El hombre oculto                            | El hombre oculto                     | Alfonso Ungría                | España      |
| El señor Presidente                         | El señor Presidente                  | Manuel Octavio Gómez          | Cuba        |
| La alianza                                  | L'alliance                           | Christian de Chalonge         | Francia     |
| Kesäkapina                                  | Kesäkapina                           | Jaakko Pakkasvirta            | Finlandia   |
| Le coeur fou                                | Le coeur fou                         | Jean-Gabriel Albicocco        | Francia     |
| Pecado mortal                               | Pecado mortal                        | Miguel Faria Jr.              | Brasil      |
| Lokis, experiencias del profesor Wittembach | Lokis. Rekopis profesora Wittembacha | Janusz Majewski               | Polonia     |
| Poco a poco                                 | Petit à petit                        | Jean Rouch                    | Francia     |
| Crimen y castigo                            | Prestuplenie i nakazanie             | Lev Kulidzhanov               | URSS        |
| La estrategia de la araña                   | La strategia del ragno               | Bernardo Bertolucci           | Italia      |
| Un film de amor                             | Szerelmesfilm                        | István Szabó                  | Hungría     |
| Tres hermanas                               | Three Sisters                        | Laurence Olivier, John Sichel | Reino Unido |
| Wanda                                       | Wanda                                | Barbara Loden                 | EE. UU.     |

Proyecciones especiales
| Título en español                   | Título original                     | Director(es)     | País   |
| ----------------------------------- | ----------------------------------- | ---------------- | ------ |
| Don Giovanni                        | Don Giovanni                        | Carmelo Bene     | Italia |
| The Shadow Within                   | Kage no kuruma                      | Yoshitaro Nomura | Japón  |
| Urtain, el rey de la selva... o así | Urtain, el rey de la selva... o así | Manuel Summers   | España |

Fuera de programa
| Título en español | Título original | Director(es)       | País   |
| ----------------- | --------------- | ------------------ | ------ |
| Los Clowns (TV)   | I Clowns        | Federico Fellini   | Italia |
| Sócrates (TV)     | Socrate         | Roberto Rossellini | Italia |

### 21. Mostra Internazionale del Film Documentario[4]
Cortometrajes
| Título original    | Director(es)      | País    |
| ------------------ | ----------------- | ------- |
| Emma Zunz          | Alain Magrou      | Francia |
| El-Fallâh el-fasîh | Shadi Abdel Salam | Egipto  |

Animación
| Título original   | Director(es)      | País    |
| ----------------- | ----------------- | ------- |
| Of Men and Demons | John Hubley       | EE. UU. |
| Rotocalco         | Manfredo Manfredi | Italia  |
| Variatiuni...     | Olimp Varasteanu  | Italia  |

Documentales sociales
| Título original               | Director(es)      | País        |
| ----------------------------- | ----------------- | ----------- |
| Camels and the Pitjantjara    | Roger Sandall     | Australia   |
| Lord Thing                    | DeWitt Beall      | EE. UU.     |
| Solidaarisuus                 | Lasse Naukkarinen | Finlandia   |
| The Tribe That Hides from Man | Adrian Cowell     | Reino Unido |

Fuera de programa
| Título original                      | Director(es)                        | País    |
| ------------------------------------ | ----------------------------------- | ------- |
| Crepuscolo veneziano                 | Roberto Gavioli, Paolo Piffarerio   | Italia  |
| Ego                                  | Bruno Bozzetto                      | Italia  |
| L'amour de la vie - Artur Rubinstein | Gérard Patris, François Reichenbach | Francia |

Teledocumental
| Título original               | Director(es)   | País    |
| ----------------------------- | -------------- | ------- |
| Ciao, Federico!               | Gideon Bachman | Italia  |
| Hollywood: The Selznick Years | Marshall Flaum | EE. UU. |

### Reseña Internacional del cine africano y árabe[5]
| Título original      | Director(es)            | País    |
| -------------------- | ----------------------- | ------- |
| Al moukhareboun      | Kamal El Sheikh         | Egipto  |
| Al zouga talattashar | Fatin Abdulwahhab       | RFA     |
| Bab el hadid         | Youssef Chahine         | RFA     |
| Doa al karawan       | Henry Barakat           | Egipto  |
| El azima             | Kamal Selim             | Egipto  |
| El-Naeb el-Am        | Ahmad Kamel Mursi       | Egipto  |
| Ila Ayn              | Georges Nasser          | Francia |
| L'Aube des damnés    | Ahmed Rachedi           | URSS    |
| La voie              | Mohamed Slimane Riad    | Francia |
| Les hors-la-loi      | Tewfik Fares            | Francia |
| Rih al awras         | Mohammed Lakhdar-Hamina | Francia |
| Shey min el khouf    | Hussein Kamal           | Egipto  |
| Soleil de printemps  | Latif Lahlou            | Francia |

## Retrospectivas
En esta edición, se centró en una espavio dedicado al director británico Harry Langdon y los orígenes del Documentalismo británico.

## Premios[7]
- Premio Pasinetti
  - Mejor película extranjera: Wanda de Barbara Loden
  - Mejor película italiana: Los Clowns de Federico Fellini
- Medalla de plata:  Brake free de Carson Davidson
- Premio "Lino Miccichè" a la mejor ópera prima: Bube u glavi de Milos 'Misa' Radivojevic
- León de Oro a la trayectoria : Orson  Welles